# Benintendi (famiglia)
Benintendi è una nobile famiglia mantovana.
Si stabilì a Mantova verso la fine del XVI secolo. Il 1º maggio 1659 l'imperatore Leopoldo I d'Asburgo creò Ottavio Benintendi, i suoi fratelli e i cugini, nobile del Sacro Romano Impero; titolo confermato nel 1700.

## Esponenti illustri

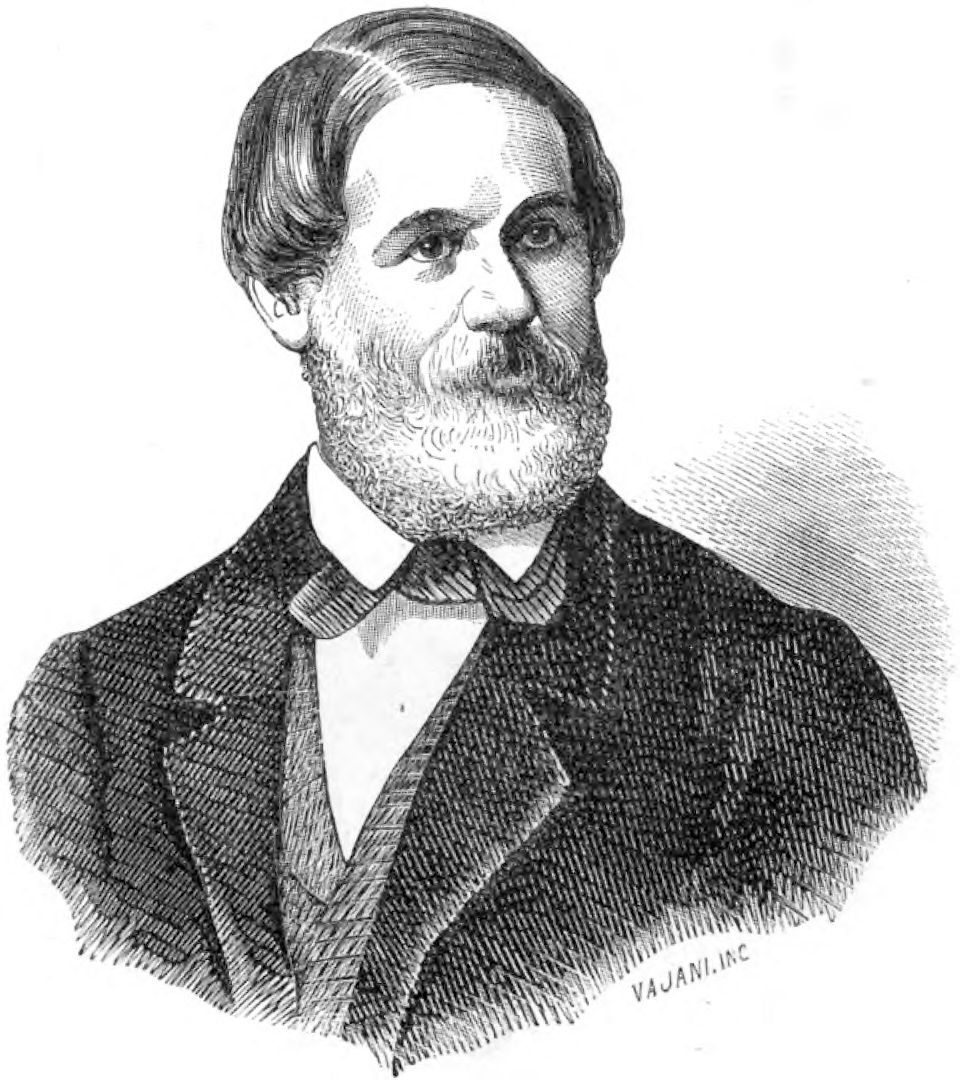
Livio Benintendi

- Ottavio Benintendi (XVII secolo), nobile del Sacro Romano Impero
- Livio Benintendi (XVIII secolo), avvocato, nobile della città di Mantova[3]
- Giacomo (Jacopo) Benintendi (1715-?), avvocato[4][5]
- Livio Benintendi (1814-1896), politico e senatore del Regno d'Italia, figura legata ai Martiri di Belfiore